# Pittosporum macrosepalum
Pittosporum macrosepalum är en tvåhjärtbladig växtart som beskrevs av Georg Cufodontis. Pittosporum macrosepalum ingår i släktet Pittosporum och familjen Pittosporaceae. Inga underarter finns listade.